# Panamerikanische Spiele 2023/Wasserspringen
Bei den Panamerikanischen Spielen 2023 in der chilenischen Hauptstadt Santiago de Chile fanden vom 20. bis 25. Oktober 2023 im Wasserspringen 15 Wettbewerbe statt, davon je fünf bei den Männern und bei den Frauen. Austragungsort war das Aquatics Centre.
Die Gewinner der Einzelwettbewerbe im 3-Meter-Kunstspringen und im 10-Meter-Turmspringen qualifizierten sich, sofern sie nicht bereits qualifiziert waren, für die Olympischen Spiele 2024 in Paris.

## Bilanz

### Medaillenspiegel
| Platz  | Land                    | Gold | Silber | Bronze | Gesamt |
| ------ | ----------------------- | ---- | ------ | ------ | ------ |
| 1      | Mexiko                  | 8    | 2      | 1      | 11     |
| 2      | Kanada                  | 2    | 5      | 1      | 8      |
| 3      | Kolumbien               | —    | 2      | 2      | 4      |
| 4      | Dominikanische Republik | —    | 1      | —      | 1      |
| 5      | Vereinigte Staaten      | —    | —      | 5      | 5      |
| 6      | Brasilien               | —    | —      | 1      | 1      |
| Gesamt | Gesamt                  | 10   | 10     | 10     | 30     |

### Medaillengewinner
Männer
| Disziplin             | Gold                        | Silber                            | Bronze                            |
| --------------------- | --------------------------- | --------------------------------- | --------------------------------- |
| 1 m Kunstspringen     | Osmar Olvera                | Jonathan Ruvalcaba                | Luis Uribe                        |
| 3 m Kunstspringen     | Osmar Olvera                | Luis Uribe                        | Jack Ryan                         |
| 10 m Turmspringen     | Randal Willars              | Nathan Zsombor-Murray             | Kenny Zamudio                     |
| 3 m Synchronspringen  | Rodrigo Diego Osmar Olvera  | Daniel Restrepo Luis Uribe        | Tyler Downs Jack Ryan             |
| 10 m Synchronspringen | Kevin Berlín Randal Willars | Rylan Wiens Nathan Zsombor-Murray | Alejandro Solarte Sebastián Villa |

Frauen
| Disziplin             | Gold                              | Silber                  | Bronze                           |
| --------------------- | --------------------------------- | ----------------------- | -------------------------------- |
| 1 m Kunstspringen     | Pamela Ware                       | Mia Vallée              | Hailey Hernandez                 |
| 3 m Kunstspringen     | Pamela Ware                       | Arantxa Chávez          | Krysta Palmer                    |
| 10 m Turmspringen     | Gabriela Agúndez                  | Alejandra Orozco        | Caeli McKay                      |
| 3 m Synchronspringen  | Arantxa Chávez Paola Pineda       | Mia Vallée Pamela Ware  | Hailey Hernandez Jordan Skilken  |
| 10 m Synchronspringen | Gabriela Agúndez Alejandra Orozco | Caeli McKay Kate Miller | Ingrid Oliveira Giovanna Pedroso |